# Samsung Galaxy A9 (2016)
Samsung Galaxy A9 o Samsung Galaxy A9 2016 Edition es un Teléfono inteligente Android producido por Samsung Electronics . Se presentó el 15 de enero de 2016, junto con el Samsung Galaxy A3 (2016) , Samsung Galaxy A5 (2016) y Samsung Galaxy A7 (2016).